# هاي ليك مينيسوتا

اللون الأحمر بالصورة الذي يمثل سانت لويس في مينيسوتا

هاي ليك هي منطقة غير مصنفة في مقاطعة سانت لويس في ولاية مينيسوتا الولايات المتحدة. كان عدد السكان الذين يقطنونها في عام 2000 حسب تعداد السكان حوالي 98 شخصا. وتشمل الأماكن القريبة منها بايك تاونشيب ومدينة بيوابيك وبايك تاونشيب.

## الجغرافيا
وفقًا لمكتب تعداد السكان في الولايات المتحدة، تبلغ المساحة الإجمالية للمنطقة غير المنظمة 30.0 ميلاً مربعاً (77.8 كيلومتراً مربعاً)؛ 29.8 ميلاً مربعاً (77.2 كيلومتراً مربعاً) منها يابسة و0.2 ميلاً مربعاً (0.6 كيلومتراً مربعاً) منها (0.77٪) ماء.

## التركيبة السكانية
في تعداد عام 2010، عاش 83 شخصًا في المقاطعة (انخفض من 98 في عام 2000 ) في 38 أسرة و 29 عائلة.  كان التركيب العرقي للأراضي غير المنظمة 100.00 ٪ من السكان البيض.